# Grand Prix moto des Amériques 2014
Le Grand Prix moto des Amériques 2014 est la 2e manche du championnat du monde de vitesse moto 2014.
La compétition s'est déroulée du 11 au 13 avril sur le Circuit des Amériques devant 57 590 spectateurs.
C'est la deuxième édition du Grand Prix moto des Amériques.

## Classement des MotoGP
| Pos                        | Num | Pilote           | Moto           | Tours | Temps/Écart     | Grille | Points  |
| -------------------------- | --- | ---------------- | -------------- | ----- | --------------- | ------ | ------- |
| 1                          | 93  | Marc Marquez     | Honda          | 21    | 43 min 33 s 430 | 1      | 25      |
| 2                          | 26  | Dani Pedrosa     | Honda          | 21    | +4 s 124        | 2      | 20      |
| 3                          | 4   | Andrea Dovizioso | Ducati         | 21    | +20 s 976       | 10     | 16      |
| 4                          | 9   | Stefan Bradl     | Honda          | 21    | +22 s 790       | 3      | 13      |
| 5                          | 38  | Bradley Smith    | Yamaha         | 21    | +22 s 963       | 8      | 11      |
| 6                          | 44  | Pol Espargaro    | Yamaha         | 21    | +26 s 567       | 11     | 10      |
| 7                          | 29  | Andrea Iannone   | Ducati         | 21    | +28 s 257       | 9      | 9       |
| 8                          | 46  | Valentino Rossi  | Yamaha         | 21    | +45 s 519       | 6      | 8       |
| 9                          | 41  | Aleix Espargaro  | Forward Yamaha | 21    | +47 s 605       | 4      | 7       |
| 10                         | 99  | Jorge Lorenzo    | Yamaha         | 21    | +49 s 111       | 5      | 6       |
| 11                         | 69  | Nicky Hayden     | Honda          | 21    | +1 min 00 s 735 | 14     | 5       |
| 12                         | 7   | Hiroshi Aoyama   | Honda          | 21    | +1 min 03 s 954 | 16     | 4       |
| 13                         | 68  | Yonny Hernandez  | Ducati         | 21    | +1 min 07 s 333 | 15     | 3       |
| 14                         | 17  | Karel Abraham    | Honda          | 21    | +1 min 27 s 972 | 17     | 2       |
| 15                         | 8   | Hector Barbera   | Avintia        | 21    | +1 min 32 s 376 | 18     | 1       |
| 16                         | 70  | Michael Laverty  | PBM            | 21    | +1 min 32 s 543 | 20     |         |
| 17                         | 9   | Danilo Petrucci  | ART            | 21    | +1 min 39 s 176 | 22     |         |
| 18                         | 63  | Mike Di Meglio   | Avintia        | 21    | +1 min 51 s 962 | 23     |         |
| Ab.                        | 45  | Scott Redding    | Honda          | 19    | +2 Tours        | 13     | Chute   |
| Ab.                        | 5   | Colin Edwards    | Forward Yamaha | 17    | +4 Tours        | 19     | Abandon |
| Ab.                        | 35  | Cal Crutchlow    | Ducati         | 12    | +9 Tours        | 7      | Chute   |
| Ab.                        | 19  | Alvaro Bautista  | Honda          | 9     | +12 Tours       | 12     | Chute   |
| Ab.                        | 23  | Broc Parkes      | PBM            | 8     | +13 Tours       | 21     | Chute   |
| Résultats Officiels MotoGP |     |                  |                |       |                 |        |         |

| Pos | Num | Pilote           | Pts au championnat | Écart   |
| --- | --- | ---------------- | ------------------ | ------- |
| 1   | 93  | Marc Marquez     | 50 pts             |         |
| 2   | 26  | Dani Pedrosa     | 36 pts             | -14 pts |
| 3   | 46  | Valentino Rossi  | 28 pts             | -22 pts |
| 4   | 4   | Andrea Dovizioso | 27 pts             | -23 pts |
| 5   | 41  | Aleix Espargaro  | 20 pts             | -30 pts |
| 6   | 29  | Andrea Iannone   | 15 pts             | -35 pts |
| 7   | 9   | Stefan Bradl     | 13 pts             | -37 pts |
| 8   | 69  | Nicky Hayden     | 13 pts             | -37 pts |
| 9   | 38  | Bradley Smith    | 11 pts             | -39 pts |
| 10  | 44  | Pol Espargaro    | 10 pts             | -40 pts |
| 11  | 35  | Cal Crutchlow    | 10 pts             | -40 pts |
| 12  | 45  | Scott Redding    | 9 pts              | -41 pts |
| 13  | 7   | Hiroshi Aoyama   | 9 pts              | -41 pts |
| 14  | 5   | Colin Edwards    | 7 pts              | -43 pts |
| 15  | 68  | Yonny Hernandez  | 7 pts              | -43 pts |
| 16  | 99  | Jorge Lorenzo    | 6 pts              | -44 pts |
| 17  | 17  | Karel Abraham    | 5 pts              | -45 pts |
| 18  | 9   | Danilo Petrucci  | 2 pts              | -48 pts |
| 19  | 8   | Hector Barbera   | 1 pts              | -49 pts |
| 20  | 23  | Broc Parkes      | 1 pts              | -49 pts |
| 21  | 19  | Alvaro Bautista  | 0 pts              | -50 pts |
| 22  | 63  | Mike Di Meglio   | 0 pts              | -50 pts |
| 23  | 70  | Michael Laverty  | 0 pts              | -50 pts |

## Classement Moto2
| Pos                       | Num | Pilote              | Moto     | Tours | Temps/Écart     | Grille | Points  |
| ------------------------- | --- | ------------------- | -------- | ----- | --------------- | ------ | ------- |
| 1                         | 40  | Maverick Vinales    | Kalex    | 19    | 41 min 31 s 520 | 6      | 25      |
| 2                         | 53  | Esteve Rabat        | Kalex    | 19    | +4 s 009        | 1      | 20      |
| 3                         | 77  | Dominique Aegerter  | Suter    | 19    | +7 s 323        | 3      | 16      |
| 4                         | 36  | Mika Kallio         | Kalex    | 19    | +8 s 590        | 11     | 13      |
| 5                         | 3   | Simone Corsi        | Kalex    | 19    | +9 s 934        | 8      | 11      |
| 6                         | 12  | Thomas Lüthi        | Suter    | 19    | +16 s 987       | 13     | 10      |
| 7                         | 95  | Anthony West        | Speed Up | 19    | +17 s 561       | 19     | 9       |
| 8                         | 15  | Alex De Angelis     | Suter    | 19    | +18 s 948       | 14     | 8       |
| 9                         | 23  | Marcel Schrötter    | Tech 3   | 19    | +19 s 720       | 10     | 7       |
| 10                        | 88  | Ricard Cardús       | Tech 3   | 19    | +24 s 552       | 22     | 6       |
| 11                        | 30  | Takaaki Nakagami    | Kalex    | 19    | +28 s 463       | 9      | 5       |
| 12                        | 54  | Mattia Pasini       | Kalex    | 19    | +43 s 955       | 20     | 4       |
| 13                        | 4   | Randy Krummenacher  | Suter    | 19    | +44 s 344       | 23     | 3       |
| 14                        | 11  | Sandro Cortese      | Kalex    | 19    | +45 s 666       | 15     | 2       |
| 15                        | 55  | Hafizh Syahrin      | Kalex    | 19    | +49 s 291       | 28     | 1       |
| 16                        | 22  | Sam Lowes           | Speed Up | 19    | +51 s 154       | 17     |         |
| 17                        | 94  | Franco Morbidelli   | Kalex    | 19    | +51 s 331       | 21     |         |
| 18                        | 25  | Azlan Shah          | Kalex    | 19    | +51 s 683       | 33     |         |
| 19                        | 49  | Axel Pons           | Kalex    | 19    | +52 s 113       | 25     |         |
| 20                        | 45  | Tetsuta Nagashima   | TSR      | 19    | +1 min 02 s 103 | 30     |         |
| 21                        | 97  | Román Ramos         | Speed Up | 19    | +1 min 02 s 346 | 32     |         |
| 22                        | 10  | Thitipong Warokorn  | Kalex    | 19    | +1 min 03 s 495 | 31     |         |
| 23                        | 60  | Julián Simón        | Kalex    | 19    | +1 min 04 s 944 | 5      |         |
| 24                        | 70  | Robin Mulhauser     | Suter    | 19    | +1 min 09 s 941 | 29     |         |
| 25                        | 8   | Gino Rea            | Suter    | 19    | +1 min 20 s 330 | 34     |         |
| 26                        | 81  | Jordi Torres        | Suter    | 19    | +1 min 33 s 781 | 12     |         |
| Ab.                       | 19  | Xavier Siméon       | Suter    | 17    | +2 Tours        | 4      | Chute   |
| Ab.                       | 18  | Nicolás Terol       | Suter    | 16    | +3 Tours        | 26     | Abandon |
| Ab.                       | 96  | Louis Rossi         | Kalex    | 8     | +11 Tours       | 18     | Chute   |
| Ab.                       | 2   | Josh Herrin         | Suter    | 5     | +14 Tours       | 27     | Chute   |
| Ab.                       | 94  | Jonas Folger        | Kalex    | 4     | +15 Tours       | 7      | Chute   |
| Ab.                       | 7   | Lorenzo Baldassarri | Suter    | 3     | +16 Tours       | 24     | Chute   |
| Ab.                       | 5   | Johann Zarco        | Suter    | 2     | +17 Tours       | 2      | Abandon |
| Ab.                       | 39  | Luis Salom          | Kalex    | 0     | +19 Tours       | 16     | Chute   |
| Résultats Officiels Moto2 |     |                     |          |       |                 |        |         |

| Pos | Num | Pilote           | Pts au championnat | Écart   |
| --- | --- | ---------------- | ------------------ | ------- |
| 1   | 53  | Esteve Rabat     | 45 pts             |         |
| 2   | 40  | Maverick Vinales | 38 pts             | -7 pts  |
| 3   | 36  | Mika Kallio      | 33 pts             | -12 pts |

## Classement Moto3
| Pos                       | Num | Pilote              | Moto      | Tours | Temps           | Grille | Points  |
| ------------------------- | --- | ------------------- | --------- | ----- | --------------- | ------ | ------- |
| 1                         | 8   | Jack Miller         | KTM       | 18    | 41 min 06 s 659 | 1      | 25      |
| 2                         | 5   | Romano Fenati       | KTM       | 18    | +0 s 069        | 8      | 20      |
| 3                         | 7   | Efren Vazquez       | Honda     | 18    | +0 s 172        | 2      | 16      |
| 4                         | 42  | Alex Rins           | Honda     | 18    | +7 s 182        | 3      | 13      |
| 5                         | 84  | Jakub Kornfeil      | KTM       | 18    | +7 s 264        | 6      | 11      |
| 6                         | 10  | Alexis Masbou       | Honda     | 18    | +20 s 107       | 7      | 10      |
| 7                         | 21  | Francesco Bagnaia   | KTM       | 18    | +20 s 381       | 14     | 9       |
| 8                         | 52  | Danny Kent          | Husqvarna | 18    | +23 s 981       | 16     | 8       |
| 9                         | 17  | John Mcphee         | Honda     | 18    | +24 s 032       | 15     | 7       |
| 10                        | 98  | Karel Hanika        | KTM       | 18    | +24 s 222       | 17     | 6       |
| 11                        | 58  | Juanfran Guevara    | Kalex KTM | 18    | +24 s 817       | 13     | 5       |
| 12                        | 11  | Livio Loi           | Kalex KTM | 18    | +34 s 634       | 24     | 4       |
| 13                        | 33  | Enea Bastianini     | KTM       | 18    | +34 s 955       | 21     | 3       |
| 14                        | 31  | Niklas Ajo          | Husqvarna | 18    | +35 s 020       | 12     | 2       |
| 15                        | 44  | Miguel Oliveira     | Mahindra  | 18    | +35 s 436       | 12     | 1       |
| 16                        | 19  | Alessandro Tonucci  | Mahindra  | 18    | +38 s 306       | 11     |         |
| 17                        | 63  | Zulfahmi Khairuddin | Honda     | 18    | +38 s 536       | 20     |         |
| 18                        | 57  | Eric Granado        | KTM       | 18    | +49 s 325       | 19     |         |
| 19                        | 9   | Scott Deroue        | Kalex KTM | 18    | +1 min 02 s 422 | 25     |         |
| 20                        | 65  | Philipp Öttl        | Kalex KTM | 18    | +1 min 02 s 609 | 22     |         |
| 21                        | 22  | Ana Carrasco        | Kalex KTM | 18    | +1 min 02 s 695 | 31     |         |
| 22                        | 95  | Jules Danilo        | Mahindra  | 18    | +1 min 08 s 860 | 32     |         |
| 23                        | 43  | Luca Grünwald       | Kalex KTM | 18    | +1 min 18 s 905 | 27     |         |
| 24                        | 38  | Hafiq Azmi          | KTM       | 18    | +2 min 04 s 082 | 30     |         |
| 25                        | 55  | Andrea Locatelli    | Mahindra  | 17    | +1 Tour         | 23     |         |
| 26                        | 51  | Bryan Schouten      | Mahindra  | 17    | +1 Tour         | 28     |         |
| Ab.                       | 12  | Alex Marquez        | Honda     | 17    | +1 Tour         | 4      | Chute   |
| Ab.                       | 4   | Gabriel Ramos       | Kalex KTM | 15    | +3 Tours        | 33     |         |
| Ab.                       | 23  | Niccolo Antonelli   | KTM       | 7     | +11 Tours       | 5      |         |
| Ab.                       | 41  | Brad Binder         | Mahindra  | 7     | +11 Tours       | 10     | Abandon |
| Ab.                       | 32  | Isaac Vinales       | KTM       | 6     | +12 Tours       | 9      | Chute   |
| Ab.                       | 61  | Arthur Sissis       | Mahindra  | 0     | +18 Tours       | 26     |         |
| Ab.                       | 3   | Matteo Ferrari      | Mahindra  | 0     | +18 Tours       | 29     |         |
| Résultats Officiels Moto3 |     |                     |           |       |                 |        |         |

| Pos | Num | Pilote            | Pts au championnat | Écart   |
| --- | --- | ----------------- | ------------------ | ------- |
| 1   | 8   | Jack Miller       | 50 pts             |         |
| 2   | 7   | Efren Vazquez     | 32 pts             | -18 pts |
| 3   | 5   | Romano Fenati     | 24 pts             | -26 pts |
| 4   | 42  | Alex Rins         | 24 pts             | -26 pts |
| 5   | 84  | Jakub Kornfeil    | 21 pts             | -29 pts |
| 6   | 12  | Alex Marquez      | 20 pts             | -30 pts |
| 7   | 10  | Alexis Masbou     | 19 pts             | -31 pts |
| 8   | 21  | Francesco Bagnaia | 15 pts             | -35 pts |
| 9   | 44  | Miguel Oliveira   | 14 pts             | -36 pts |
| 10  | 17  | John McPhee       | 12 pts             | -38 pts |
| 11  | 52  | Danny Kent        | 11 pts             | -39 pts |
| 12  | 32  | Isaac Vinales     | 8 pts              | -42 pts |
| 13  | 98  | Karel Hanika      | 8 pts              | -42 pts |
| 14  | 23  | Niccolo Antonelli | 7 pts              | -43 pts |
| 15  | 58  | Juanfran Guevara  | 5 pts              | -45 pts |
| 16  | 11  | Livio Loi         | 4 pts              | -46 pts |
| 17  | 33  | Enea Bastianini   | 3 pts              | -47 pts |
| 18  | 31  | Niklas Ajo        | 2 pts              | -48 pts |
| 19  | 41  | Brad Binder       | 1 pts              | -49 pts |